# Рум (Австрия)
Вижте пояснителната страница за други значения на Рум.
Рум (на немски: Rum) е селище в Западна Австрия. Разположен е в окръг Инсбрук на провинция Тирол около река Ин. Надморска височина 621 m. Има жп гара. Отстои на 8 km източно от провинциалния център град Инсбрук. Население 8818 жители към 1 април 2009 г.